# Sigrid la Altiva
Sigrid la Altiva, también conocida como Sigrid Storråda (nórdico antiguo: Sigríð stórráða Tóstadóttir), fue una reina escandinava cuya autenticidad histórica se discute. Ella es mencionada como una figura apócrifa.
Nació en el año 970, siendo la menor de los dos hijos de Miecislao I, duque de Polonia, y de Dobrawa de Bohemia, su segunda esposa. Ella ha sido identificada como Świętosława, Saum-Aesa, Gunnhilda, hermana de Boleslao I el Bravo, Rey de Polonia. Se le confunde frecuentemente con Gunhilda de Wendia, si es que realmente fueron dos personas distintas, algo que actualmente se debate.

## Sagas nórdicas
Es un personaje que aparece en muchas sagas y crónicas y podría ser la mezcla de varios personajes similares de la protohistoria escandinava, dado que las sagas fueron escritas años después de que los acontecimientos descritos en ellas sucedieron.
En 980, a los 10 años de edad, se casó con Erico el Victorioso, rey de Suecia, con quien tuvo un hijo, Olaf Skötkonung. Cinco años más tarde (985), Erik se divorcia de ella y le entrega en compensación la tierra de Götaland.
En 988 se casó en segundas nupcias con Svend I, rey de Dinamarca y Noruega, usando su nombre escandinavo Sigrid Storråda, y tomando el nombre de Gunhilda tras la boda. De este matrimonio nacieron cinco hijas, medio hermanas de Harald II de Dinamarca y Canuto el Grande.
Murió en 1014, a los 44 años de edad, poco después de la muerte de su esposo en Inglaterra, luego de haber conquistado este país cinco semanas antes, en 1013.

## Heimskringla
Según Snorri Sturluson en Heimskringla, Sigrid era hija del caudillo Skagul Toste, un vikingo que participó con éxito en las incursiones a Inglaterra y percibió el danegeld. 